# Manbuta angulata
Manbuta angulata är en fjärilsart som beskrevs av William Schaus 1906. Manbuta angulata ingår i släktet Manbuta och familjen nattflyn. Inga underarter finns listade i Catalogue of Life.